# 11 Whittinghame Drive

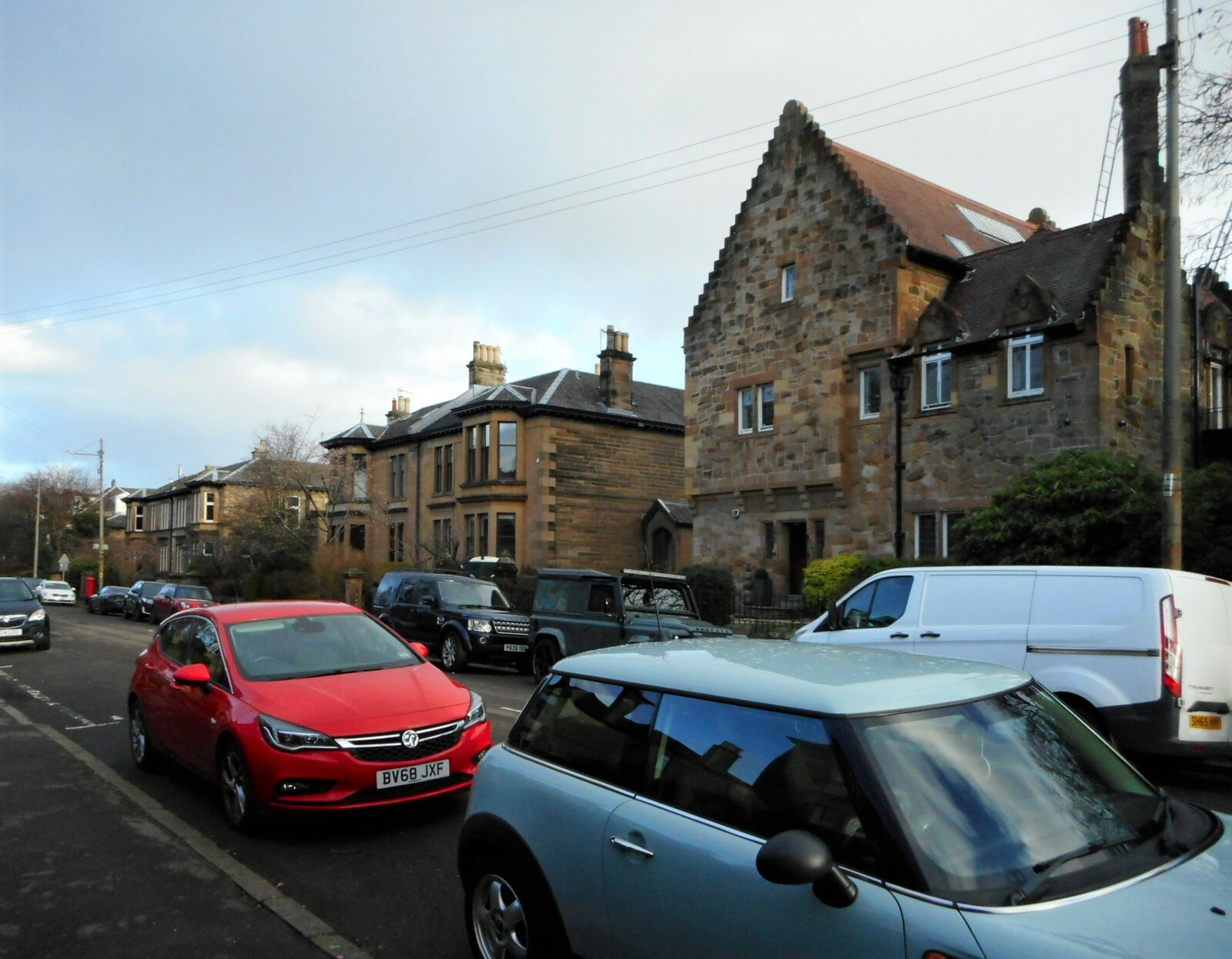
11 Whittinghame Drive ist im Bild rechts

Unter der Adresse 11 Whittinghame Drive in der schottischen Stadt Glasgow befindet sich eine Villa. 1979 wurde das Bauwerk in die schottischen Denkmallisten in der höchsten Denkmalkategorie A aufgenommen.

## Beschreibung
Die Villa entstand im Jahre 1908 nach einem Entwurf des Architekten John Ednie. Seit Erbauung wurde sie in zwei Fachpublikationen thematisiert. Architektonisch zeigen sich Anleihen zu den Entwürfen John Kinross’, Ednies Mentor, sowie Robert Lorimers.
Die zweistöckige Villa steht am Whittinghame Drive unweit der Great Western Road (A82). Sie ist asymmetrisch aufgebaut und im Stile der Arts-and-Crafts-Bewegung ausgestaltet, greift jedoch auch Motive des Scottish-Baronial-Stils auf. Das Mauerwerk besteht aus unregelmäßig behauenem Naturstein mit abgesetzten Einfassungen und Ecksteinen aus polierten Quadern. Verschiedene Bauteile kragen aus den Fassaden aus. Teils sind sie auf Konsolen gelagert. Es sind kleinteilige Bleiglasfenster verbaut, teils mit Glasmalerei. Verschiedentlich sind die Fenster gekuppelt. Die Gebäudeteile schließen mit steilen, schiefergedeckten Satteldächern. Ihre Giebel sind als wuchtige Staffelgiebel gestaltet. Rückwärtig geht ein flacher Wirtschaftsflügel ab.
Im Innenraum sind weite Teile der ursprünglichen Holz- und Gipsarbeiten erhalten. Der offene Kamin im Erdgeschoss ist mit einem gedrückten, profilierten Bogen gearbeitet. Auch im Innenraum sind vorzügliche Bleiglasarbeiten von Oscar Paterson vorzufinden; so im Salon und im Vestibül. Die Holzverkleidung des Treppenaufgangs weist Parallelen zu den Arbeiten Charles Rennie Mackintoshs auf.